# Gry Stokkendahl Dalgas
Gry Stokkendahl Dalgas (født i 1990 i Silkeborg) er en dansk forfatter.
Hun dimitterede fra Talentskolens forfatterlinje i 2019.